# Michael Llewelyn Davies
Michael Llewelyn Davies (16 juin 1900 - 19 mai 1921) est, avec ses quatre frères, l'inspiration pour les personnages de J. M. Barrie Peter Pan, les frères Darling et les Lost Boys. Tard dans la vie, son seul frère survivant Nicholas le décrit comme "le plus intelligent d'entre nous, le plus original, le génie potentiel" . Il est mort dans des circonstances ambiguës, se noyant avec un ami proche, et possible amant  – juste avant son 21e anniversaire. Il est un cousin germain de l'écrivaine anglaise Daphné du Maurier.

## Jeunesse et Peter Pan
Michael Davies est le quatrième des cinq fils d'Arthur et Sylvia Llewelyn Davies. Il est né trois ans après que Barrie se soit lié d'amitié avec ses frères aînés et sa mère en 1897. Lui et son frère aîné George sont les garçons les plus proches de Barrie, et il est largement rapporté comme l'individu qui a le plus influencé la représentation de Peter Pan dans le roman de 1911 basé sur la pièce. Il est un bébé alors que Barrie écrit la première apparition de Peter Pan en tant que nouveau-né dans The Little White Bird. Il a quatre ans et demi lorsque Peter Pan, ou Le garçon qui ne grandirait pas fait ses débuts en décembre 1904. L'hiver suivant, il est malade pendant plusieurs mois, alors en février 1906, Barrie et le producteur Charles Frohman apportent des décors et une partie de la distribution au domicile familial de Berkhamsted pour jouer la pièce pour lui . Barrie commence à écrire une suite à Peter Pan sur le frère du garçon, qui s'intitule Michael Pan, mais incorpore plutôt ce matériel (comme les cauchemars du héros) dans le roman Peter and Wendy .
La statue de Peter Pan dans les jardins de Kensington, érigée en secret dans la nuit du 30 avril 1912, devait être calquée sur des photographies de Michael Llewelyn Davies à l'âge de six ans, habillé en personnage. Cependant, le sculpteur George Frampton utilise un autre enfant comme modèle, laissant Barrie très déçu du résultat. "Cela ne montre pas le diable en Peter", déclare l'écrivain .
Barrie devient le tuteur de Michael et de ses frères après la mort de leur père en 1907 et de leur mère en 1910. Michael et Barrie restent très proches alors que Michael grandit et part à l'école, en particulier après la mort de son frère aîné George au combat en Flandre pendant la Première Guerre mondiale en 1915. Son plus jeune frère Nicholas décrit plus tard Michael et George comme « ceux », les garçons qui comptaient le plus pour Barrie. Michael fréquente le Collège d'Eton, où il a du mal à s'adapter à la vie loin de sa famille, et il échange quotidiennement des lettres avec "Oncle Jim" Barrie. Il souffre également de cauchemars, dont il fait l'expérience depuis l'enfance. Néanmoins, il se fait un certain nombre d'amis et excelle dans ses études, notamment l'art et l'écriture de poésie, et est généralement décrit comme un "garçon brillant", destiné à de grandes choses.

## L'âge adulte
Après avoir terminé à Eton, Michael fréquente la Christ Church d'Oxford, où il continue à correspondre régulièrement avec Barrie. Il décide brièvement d'étudier l'art à l'Université de Paris, mais retourne à Oxford. Plusieurs amis d'Eton l'y rejoignent, mais il devient également très proche de Rupert Buxton  le fils de Thomas Buxton (4e baronnet)  et ancien élève de Harrow School. Ils deviennent des amis inséparables, passant du temps à la fois à l'université et en vacances ensemble. Buxton est également poète et s'intéresse au métier d'acteur. Buxton est l'un des rares amis de Michael avec qui Barrie déclare s'entendre.
Dans une interview enregistrée en 1976, l'homme politique conservateur Robert Boothby, qui a été un ami proche de Michael à Eton et à Oxford, parle des relations de Michael pendant cette période. Lorsqu'on lui demande si Michael était homosexuel, Boothby, qui, selon les journaux, aurait eu des relations homosexuelles à l'âge adulte, répond que c'est "une phase. . . Je pense qu'il aurait pu s'en sortir."  Boothby déclare également : "Je ne pense pas que Michael ait eu de petites amies, mais notre amitié n'était pas homosexuelle. Je crois que c'était – fugitivement – entre lui et Senhouse". (Roger Senhouse est un ami de Michael à la fois à Eton et à Oxford). Boothby rapporte qu'il a découragé la relation de Michael avec Buxton, mettant en garde contre "un sentiment de malheur" qu'il avait à son sujet. Bien que Boothby ait critiqué la relation entre Michael et son père de substitution Barrie comme "morbide" et "malsaine", il rejette l'idée qu'il y a un aspect sexuel. Cependant, il admet qu'il y a eu une relation sexuelle entre Michael et Buxton .

## Décès

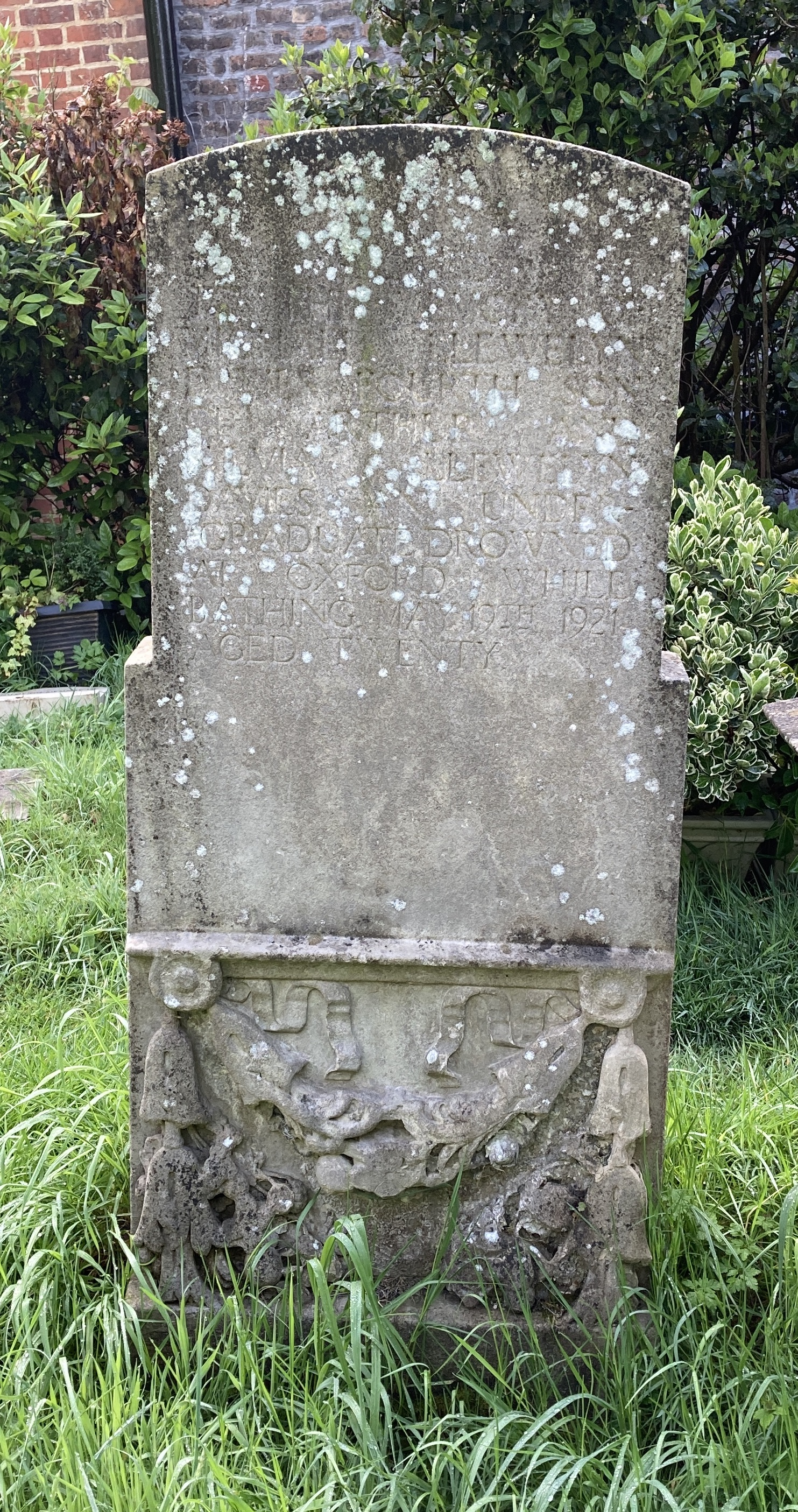
La tombe de Michael Llewelyn Davies au cimetière de St John-at-Hampstead.

Environ un mois avant le 21e anniversaire de Michael , lui et Buxton se noient ensemble à Sandford Lasher, une mare d'eau en aval d'un déversoir près de Sandford Lock sur la Tamise, à quelques kilomètres d'Oxford.
La proximité de Michael et Buxton, combinée aux circonstances incertaines de leur mort, conduit à penser que le couple est mort dans un pacte de suicide. Les courants dangereux à Sandford Lasher ont rendu la piscine connue pour ses risques de noyade - il y avait des panneaux d'avertissement et un mémorial du XIXe siècle bien en vue pour les victimes précédentes. Malgré cela, le couple y était déjà allé nager.
L'eau est profonde, mais calme. Buxton est un bon nageur, mais Michael a peur de l'eau et ne sait pas nager correctement. Un témoin à l'enquête du coroner rapporte qu'un homme nageait pour rejoindre l'autre, qui était assis sur une pierre sur le déversoir, mais il a éprouvé des "difficultés" et l'autre a plongé pour le rejoindre. Cependant, le témoin a également rapporté que lorsqu'il a vu leurs têtes ensemble dans l'eau, ils ne semblaient pas se débattre. Leurs corps ont été retrouvés « attachés » ensemble le lendemain (parfois rapportés à tort plus tard comme « attachés ensemble »). La conclusion du coroner est que Michael s'est noyé accidentellement et que Buxton s'est noyé en essayant de le sauver  .
Barrie écrit un an plus tard que la mort de Michael "était en quelque sorte la fin de moi".
Les frères de Michael , Peter et Nico, ont chacun reconnu plus tard le suicide comme une explication probable, tout comme Barrie.